# Нем'ятово-1
Нем'ятово-1 (рос. Немятово-1) — присілок у Волховському районі Ленінградської області Російської Федерації.
Населення становить 35 осіб. Належить до муніципального утворення Іссадське сільське поселення.

## Історія
Згідно із законом № 56-оз від 6 вересня 2004 року належить до муніципального утворення Іссадське сільське поселення.

## Населення
| 2007 | 2010 | 2017 |
| ---- | ---- | ---- |
| 14   | ↗33  | ↗35  |